# Världsmästerskapen i alpin skidsport 2009
Världsmästerskapen i alpin skidsport 2009 anordnades i Val d'Isère i Frankrike under perioden 2–15 februari 2009. FIS tog beslutet på ett möte i Miami i delstaten Florida i USA den 2 juni 2004. Andra kandidatorter var Schladming i Österrike och Vail i delstaten Colorado i USA.

## Resultat

### Herrar
Tryck på "Visa" för att se placeringarna 4 – 10.

### Damer
Tryck på "Visa" för att se placeringarna 4 – 10.

## Medaljliga
| Nr | Land      | Guld | Silver | Brons | Totalt |
| -- | --------- | ---- | ------ | ----- | ------ |
| 1  | Schweiz   | 2    | 3      | 1     | 6      |
| 2  | Österrike | 2    | 1      | 2     | 5      |
| 3  | USA       | 2    | 0      | 1     | 3      |
| 4  | Tyskland  | 2    | 0      | 0     | 2      |
| 5  | Kanada    | 1    | 0      | 1     | 2      |
| 5  | Norge     | 1    | 0      | 1     | 2      |
| 7  | Frankrike | 0    | 3      | 0     | 3      |
| 8  | Italien   | 0    | 1      | 1     | 2      |
| 9  | Slovenien | 0    | 1      | 0     | 1      |
| 9  | Tjeckien  | 0    | 1      | 0     | 1      |
| 11 | Finland   | 0    | 0      | 2     | 2      |
| 12 | Kroatien  | 0    | 0      | 1     | 1      |

Källa: Officiell webbplats